# 厄普
厄普（法語：Eup，法語發音：[œp]）是法国上加龙省的一个市镇，属于圣戈当区。

## 地理
厄普（42°55'38"N, 0°41'24"E）面积2.22 平方千米，位于法国奧克西塔尼大區上加龙省，该省份为法国西南部内陆省份，西南端与西班牙接壤，自此顺时针与上比利牛斯省、热尔省、塔恩-加龙省、塔恩省、奥德省和阿列日省接壤。
与厄普接壤的市镇（或旧市镇、城区）包括：伯赞加尔罗、布茨、圣贝阿-莱兹。

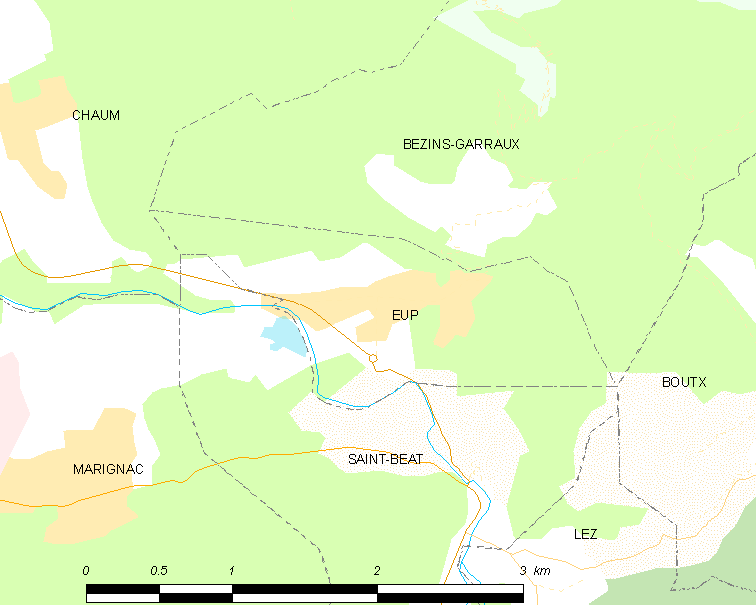
厄普的OSM定位图

厄普的时区为UTC+01:00、UTC+02:00（夏令时）。

## 行政
厄普的邮政编码为31440，INSEE市镇编码为31177。

## 政治
厄普所属的省级选区为巴涅尔德吕雄县。

## 人口

1962-2008年间厄普人口变化图示

厄普于2022年1月1日时的人口数量为137人。